# BGFIBank Group
BGFIBank Group, de nom sencer BGFIBank Group S.A., és una organització de serveis financers amb seu a Gabon. El grup compta amb filials a vuit països: Gabon, Benín, República del Congo, República Democràtica del Congo, Guinea Equatorial, Madagascar, França i Costa d'Ivori.

## Informació general
BGFIBank Group és el més gran conglomerat d'empreses de serveis financers a Àfrica central, oriental i occidental Àfrica, amb filials a 10 països. Les institucions membres serveixen tant a persones com a empreses, amb èmfasi en les petites i mitjanes empreses (pimes). Al desembre de 2010, els actius del Grup han superat els 3,7 bilions d'€. En gener de 2010 BGFIGroup fou classificat com el segon grup bancari més gran d'Àfrica central, per actius.

## Història
El grup va començar en 1971 a Gabon amb el Bank of Paris and the Netherlands Gabon. Aquest primer banc era una joint venture entre nombrosos inversors privats gabonesos, BNP Paribas i els Països Baixos.
La primera filial del Grup es va crear el 1987 sota el nom FIGADIM i que més tard reanomenat BGFIBail. El 1996, quan els inversors privats de Gabon adquiriren una participació majoritària al banc, es reanomenà com a "Banque Gabonaise et Française Internationale"(BGFI). La segona filial del Grup, Financiere Transafricaine (Finatra), es va establir en 1997.
En 2000 el banc canvià el seu nom per BGFIBank S.A., que és el seu nom actual. Durant els pròxims 10 anys el grup ha dut a terme una política d'expansió agressiva mitjançant l'obertura d'una filial a República del Congo en 2000, a Guinea Equatorial en 2001, a França en 2007, a Madagascar en 2010, a Benín en 2010 i a República Democràtica del Congo en 2010. Durant la mateixa dècada van ser instal·lades pel grup una gran quantitat de filials financeres no bancàries, la majoria d'elles a Gabon.

## Empreses membres
Les empreses que componen el BGFIBank Group són:
Bancs comercials
- BGFIBank Cameroon -  Camerun
- BGFIBank Gabon -  Gabon
- BGFIBank Guinea -  Guinea Equatorial
- BGFIBank International -  França
- BGFIBank Congo -  Rep. del Congo
- BGFIBank Madagascar -  Madagascar
- BGFIBank Benin -  Benín
- BGFIBank DRC -  R.D. del Congo

Empreses d'altres serveis financers
- BGFI Immo - Béns arrels -  Gabon
- BGFI Asset Management - gestió de carteres -  Gabon
- BGFIBail - Leasing -  Gabon
- BGFIBourse - Enginyeria financera, consultoria, corretatge de borsa -  Gabon
- Finatra - Crèdits al consum -  Gabon
- BGFICash - Transferències de fons -  Gabon
- BGFIFactor - Factoring -  Gabon
- LOXIA Emf - Microcrèdits -  Gabon
- Socofin - Leasing i crèdits al consum  Rep. del Congo

## Propietat
La participació en les accions de Grup és privada, tot i que dinàmica. Els nous inversors poden comprar accions, mentre que els inversors existents tenen l'oportunitat de desprendre-se'n. No obstant això, les accions de Grup no apareixen ni cotitzen en cap borsa. La participació detallada a BGFIBank Grup es mostra a la següent taula:
| BGFIBank Group stock ownership |                                  |                      |
| \| Rank \| Name of owner \| Percentage ownership \| \| ---- \| -------------------------------- \| -------------------- \| \| 1 \| Inversors privats \| 32.50 \| \| 2 \| Banc de Desenvolupament de Gabon \| 10.00 \| \| 3 \| Delta Synergie \| 09.01 \| \| 4 \| Financiére des Vosges \| 05.00 \| \| 5 \| Compagnie du Komo \| 25.01 \| \| 6 \| Carlo Tassara Asset Management \| 09.50 \| \| 7 \| Empleats de BGFIBank \| 08.98 \| \| \| Total \| 100.00 \| |                                  |                      |
| Rank | Name of owner                    | Percentage ownership |
| 1 | Inversors privats                | 32.50                |
| 2 | Banc de Desenvolupament de Gabon | 10.00                |
| 3 | Delta Synergie                   | 09.01                |
| 4 | Financiére des Vosges            | 05.00                |
| 5 | Compagnie du Komo                | 25.01                |
| 6 | Carlo Tassara Asset Management   | 09.50                |
| 7 | Empleats de BGFIBank             | 08.98                |
| | Total                            | 100.00               |

## Direcció
El president del consell d'administració d'11 membres és Patrice Otha. L'executiu en cap del Grup és Henri-Claude Oyima i el secretari general és Brice Laccruche.